# Battaglia di Norimberga
La battaglia di Norimberga venne combattuta tra il 16 e il 20 aprile 1945 nei pressi di Norimberga in Germania, nell'ambito dei più vasti eventi dell'invasione alleata della Germania nella seconda guerra mondiale.
Lanciata in un'avanzata ad ampio raggio in direzione della Baviera, la Seventh United States Army inviò il XV Corps del generale Wade H. Haislip a catturare la città di Norimberga nell'angolo nord-occidentale della regione, un importante centro industriale ma anche un rilevante obiettivo morale in quanto città-simbolo del Partito nazista tedesco. L'assalto statunitense alla città iniziò il 16 aprile, degenerando rapidamente in pesanti combattimenti casa per casa e strada per strada a causa della fanatica resistenza messa in atto dalla guarnigione tedesca; ridotta in macerie, Norimberga cadde infine in mano agli statunitensi il 20 aprile, aprendo il resto della Baviera a una rapida e molto meno cruenta invasione da parte della Seventh Army statunitense.

## Antefatti

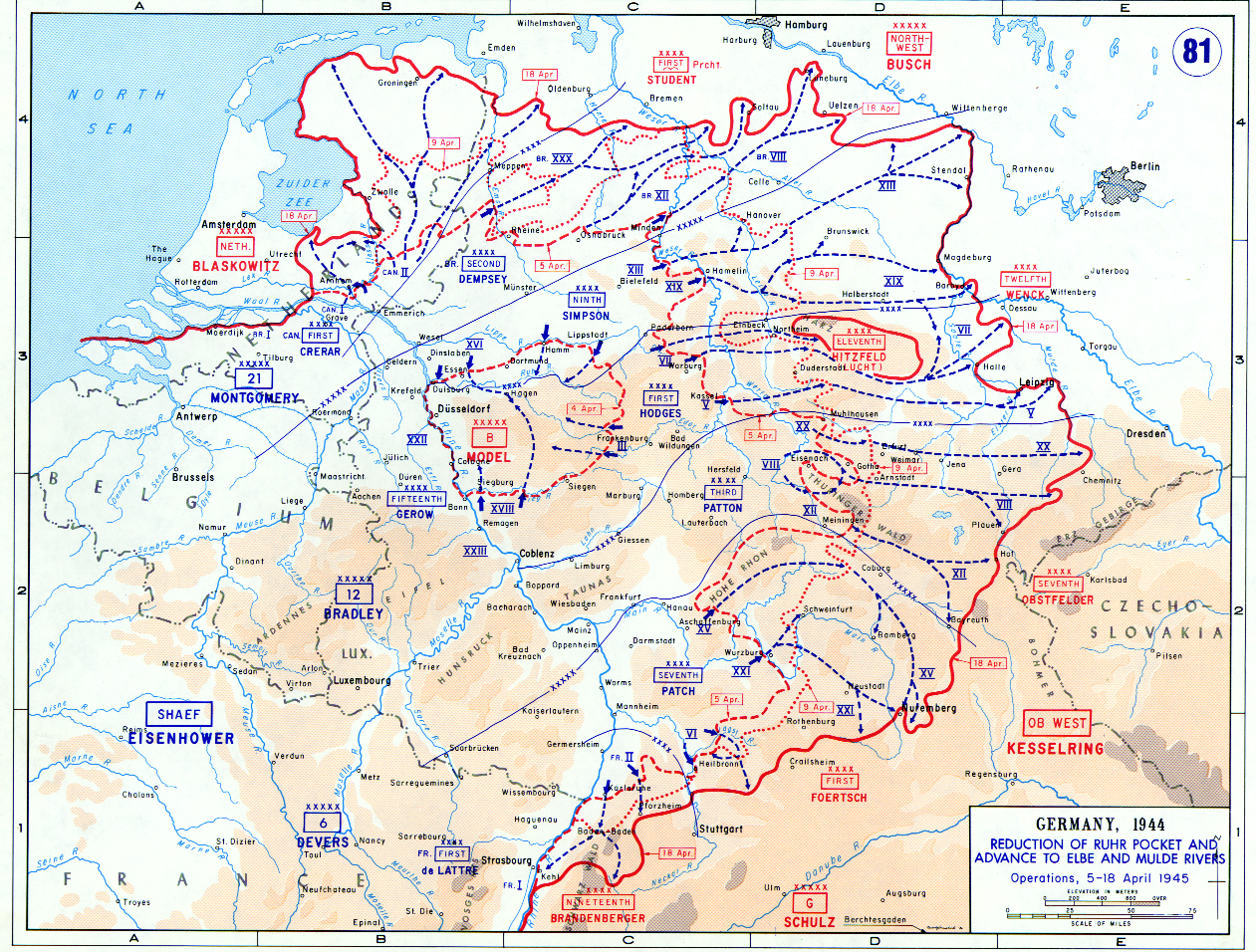
Carta della Germania occidentale con indicate le direttrici di avanzata delle forze degli Alleati tra il 5 e il 18 aprile 1945

Superato il Reno nella zona di Worms il 26 marzo 1945, la Seventh United States Army del generale Alexander Patch si aprì a ventaglio in un vasto fronte rivolto verso sud-est; oltre a proteggere il fianco meridionale della confinante Third United States Army, impegnata in una spinta verso nord-est come parte della più ampia manovra di accerchiamento della zona industriale della Ruhr, le forze di Patch dovevano a loro volta condurre una manovra di accerchiamento delle unità della Wehrmacht rimaste nella Germania meridionale, impedendo loro di ripiegare verso posizioni più facilmente difendibili nella zona delle Alpi tedesche. Nell'ambito di questa manovra, il XV Corps del generale Wade H. Haislip rivestiva un ruolo centrale: schierato all'ala sinistra dell'armata di Patch, doveva muovere attraverso il Meno e la regione collinare della Spessart per penetrare nella Baviera nord-occidentale; i carri armati della 14th Armored Division guidavano l'avanzata del corpo, seguiti alle spalle dalla fanteria della 3rd e della 45th Infantry Division. Superato il Meno ad Aschaffenburg tra il 28 e il 30 marzo, il XV Corps avanzò in profondità nella regione della Franconia incontrando una resistenza tedesca in via di disfacimento; le forze di Haislip colpirono un punto debole dello schieramento tedesco, il settore di contatto tra la 7. Armee a nord e la 1. Armee a sud, spingendo le due armate in direzioni diverse e aprendo un vasto squarcio nel fronte nemico.
Per il 13 aprile il XV Corps aveva raggiunto Bamberga, alla confluenza tra il Meno e il Regnitz, e la città cadde in mano agli statunitensi dopo appena un giorno di combattimenti con la locale guarnigione tedesca. L'avanzata del XV Corps minacciava ormai di tagliare completamente le residue linee di comunicazione diretta dell'Heeresgruppe G, schierato nel sud della Germania, con Berlino e le forze tedesche a est dell'Elba; il da poco nominato comandante dell'Heeresgruppe G, generale Friedrich Schulz, decise quindi di tentare di tamponare lo sfondamento e ripristinare i collegamenti con le altre unità della Wehrmacht più a nord spostando truppe dal suo fianco sinistro a quello destro. Schulz trasse dai ranghi della 1. Armee una forza da combattimento composta dai resti della 2. Gebirgs-Division e della 17. SS-Panzergrenadier-Division "Götz von Berlichingen" e la spedì in direzione di Bamberga, ma il trasferimento di questo contingente fu ritardato dalla carenza di carburante per far muovere i veicoli e la città cadde in mano agli statunitensi prima che i tedeschi potessero schierarsi a sua difesa. Schultz spostò quindi le sue forze più a sud, eleggendo a nuovo punto di resistenza la città di Norimberga.
Oltre che importante come centro industriale, Norimberga rivestiva per tedeschi e statunitensi un particolare significato simbolico. Fin dal 1927 la città era stata la sede scelta per lo svolgimento delle annuali e scenografiche riunioni di massa del Partito nazista tedesco (le Reichsparteitag); un'apposita spianata a sud-est della città (il Reichsparteitagsgelände) venne dotata di palazzi, strutture monumentali e piazzali per svolgere comizi e parate, al punto che negli Stati Uniti la città veniva considerata come una specie di "santuario dei nazisti" e rappresentazione urbana del nazionalsocialismo tedesco. Nel 1935 poi la città aveva dato il nome alle "Leggi di Norimberga", l'apparato legislativo che aveva istituzionalizzato le teorie razziali dei nazisti e la persecuzione degli ebrei tedeschi. La cattura della città da parte degli statunitensi avrebbe rappresentato un'importante vittoria morale per gli Alleati e un potente simbolo dell'imminente annientamento del "Terzo Reich" tedesco; di conseguenza, le autorità naziste erano più che intenzionate a impedirlo: su istruzione dello stesso Hitler, il 12 aprile l'alto comando tedesco emise un ordine specifico che vietava la resa di qualsiasi città tedesca, mentre il 15 aprile il Führer stesso diresse un messaggio alle autorità locali ordinando di difendere Norimberga fino all'ultimo uomo.

## Forze in campo

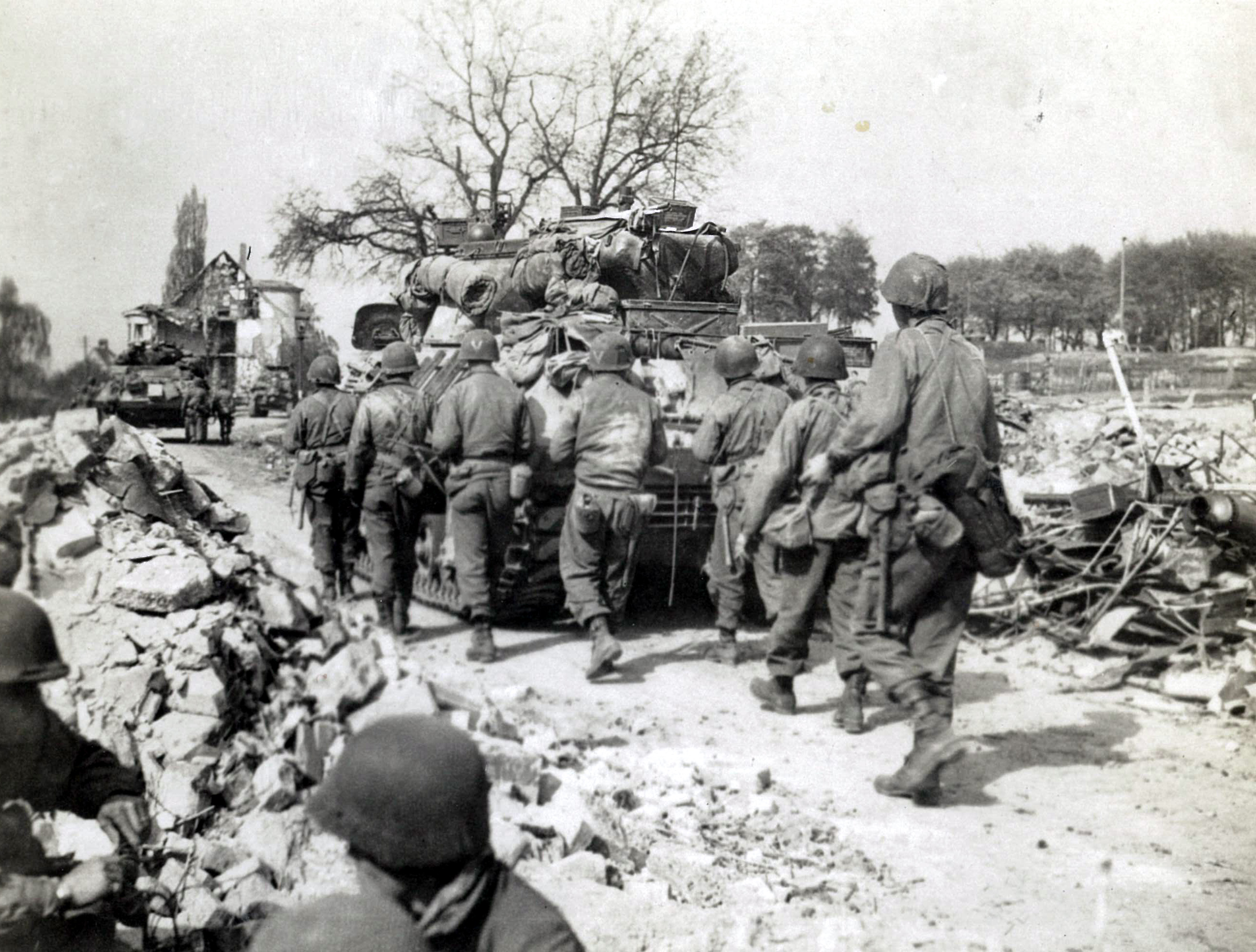
Fanti statunitensi avanzano su Norimberga nell'aprile 1945 con l'appoggio di mezzi corazzati

La guida generale della difesa di Norimberga fu formalmente assunta da Karl Holz, Gauleiter (amministratore regionale) del Gau Franken; il colonnello Richard Wolf comandava le forze militari schierate all'interno della città. Posta sulle due rive del fiume Pegnitz, che pochi chilometri più a nord si unisce al Rednitz per dare vita al corso del fiume Regnitz, come molti importanti centri della Germania anche Norimberga era circondata, nel 1945, da un anello di postazioni di artiglieria antiaerea (FlaK) per difenderla dai periodici attacchi dei bombardieri strategici anglo-statunitensi, i quali avevano lasciato in rovina gran parte del centro urbano. Questi cannoni e i loro artiglieri rappresentavano l'elemento più forte della guarnigione della città, per il resto rappresentato da unità abbastanza raccogliticce: il quartier generale della 9. Volksgrenadier-Division era stato trasferito a Norimberga per assumere la guida delle truppe schierate a difesa, ma la divisione in sé era stata quasi del tutto annientata nelle precedenti battaglie sul Reno e il grosso delle truppe era rappresentato da un reggimento di addestramento reclute del locale distretto militare (Wehrkreise XIII) e alcuni battaglioni della milizia popolare (Volkssturm) composti da elementi troppo anziani o troppo giovani per servire nelle forze regolari.
Il XIII SS-Armeekorps del generale Max Simon coordinava invece le unità regolari schierate nei dintorni di Norimberga: Simon dispose la 2. Gebirgs-Division a nord-ovest della città, la direzione ritenuta più ovvia per un attacco statunitense, mentre la 17. SS-Panzergrenadier-Division fu schierata a est di Norimberga, tranne uno dei suoi reggimenti che invece fu inviato all'interno della stessa città; a nord-est di Norimberga prese invece posizione il "Gruppe Grafenwöhr", un'unità improvvisata composta da due battaglioni di fanteria e 35 carri armati di vario tipo recuperati dal centro di addestramento alla guerra corazzata di Grafenwöhr.
Coperti dall'alto dai cacciabombardieri del XII Tactical Air Command, i reparti della 3rd Infantry Division del maggior generale John W. O'Daniel e della 45th Infantry Division del maggior generale Robert T. Frederick coprirono in due giorni i circa cinquanta chilometri che separavano Bamberga da Norimberga, preparandosi a lanciare un attacco sulla città per la mattina del 16 aprile; la 3rd Division avrebbe attaccato la città da nord e la 45th Division da est. La 14th Armored Division avrebbe proseguito l'avanzata del XV Corps a nord-est di Norimberga, mentre un gruppo di cavalleria corazzata (il 106th Cavalry Group) avrebbe manovrato intorno al centro abitato per andare a bloccare le vie di ritirata tedesche a sud di esso; infine la 42nd Infantry Division, parte del XXI Corps del generale Frank W. Milburn ma passata alle dipendenze del XV Corps in vista della battaglia, sarebbe avanzata su Norimberga da ovest attraverso la contigua cittadina di Fürth.

## La battaglia

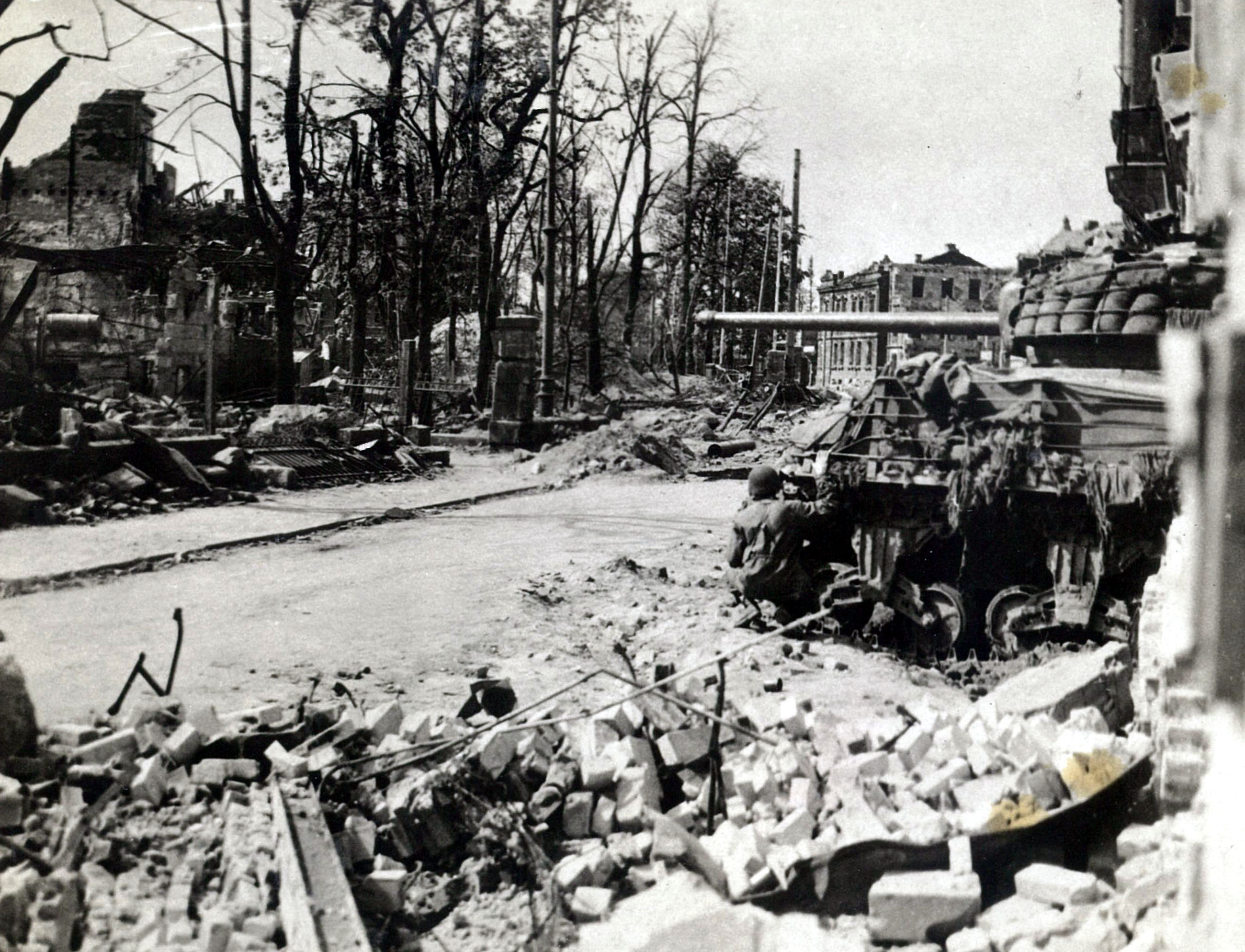
Un soldato statunitense si sporge cautamente dal fianco di un carro armato durante gli scontri nelle strade di Norimberga

Gli scontri nella zona di Norimberga iniziarono il 15 aprile, quando il Gruppe Grafenwöhr tedesco sferrò un contrattacco contro gli elementi di testa della 14th Armored Division in marcia a nord-est della città: l'unità da ricognizione della divisione statunitense, il 94th Cavalry Reconnaissance Squadron, fu colpita in pieno dal contrattacco tedesco, ma il pronto intervento delle riserve consentì di bloccare rapidamente l'assalto e portarlo a un punto di stallo. Nel corso di due successivi giorni di scontri con gli statunitensi il Gruppe Grafenwöhr finì praticamente annientato, privando i tedeschi della loro unica componente corazzata posta nelle vicinanze della città.
L'attacco statunitense a Norimberga iniziò il 16 aprile. Contrariamente a quanto si aspettavano i tedeschi, la spinta principale non arrivò da ovest ma, girando attorno all'abitato, gli statunitensi iniziarono a fare pressione da nord-est ed est: i distretti di Erlenstegen a oriente e di Buch a settentrione furono i primi a essere investiti dall'attacco statunitense. Mentre la popolazione civile si riparava nei rifugi antiaerei della città, il Gauleiter Holz ordinò di trasmettere via radio l'ordine di distruggere tutte le infrastrutture civili della città (acquedotti, condutture del gas, centrali e impianti elettrici) al fine di impedire che cadessero in mano al nemico, in attuazione del "Decreto Nerone" emesso da Hitler nel marzo precedente; l'ordine non fu tuttavia attuato perché l'annunciatore radiofonico della città, Arthur Schoeddert, si rifiutò di farlo trasmettere, consentendo così una più rapida ripresa delle attività civili una volta che la città fu caduta in mano agli statunitensi e salvando da conseguenze nefaste buona parte della sua popolazione. I combattimenti si intensificarono il 17 aprile, mentre i reparti statunitensi cercavano di aprirsi la via attraverso l'anello di postazioni antiaeree tedesche disposto attorno alla città, i cui cannoni erano ora impiegati come artiglieria contro i reparti terrestri: la stazione di smistamento ferroviaria e l'insediamento adiacente furono occupati dai reparti statunitensi nel corso della notte tra il 16 e il 17 aprile, mentre all'alba i primi reparti statunitensi riuscirono ad avanzare sul terreno aperto del piazzale dei raduni del Reichsparteitagsgelände a sud-est della città; altre unità si aprirono la via in direzione della caserma centrale dei pompieri nel quartiere di Wöhrd, mentre anche l'aeroporto a nord della città cadde in mano agli statunitensi quello stesso 17 aprile.

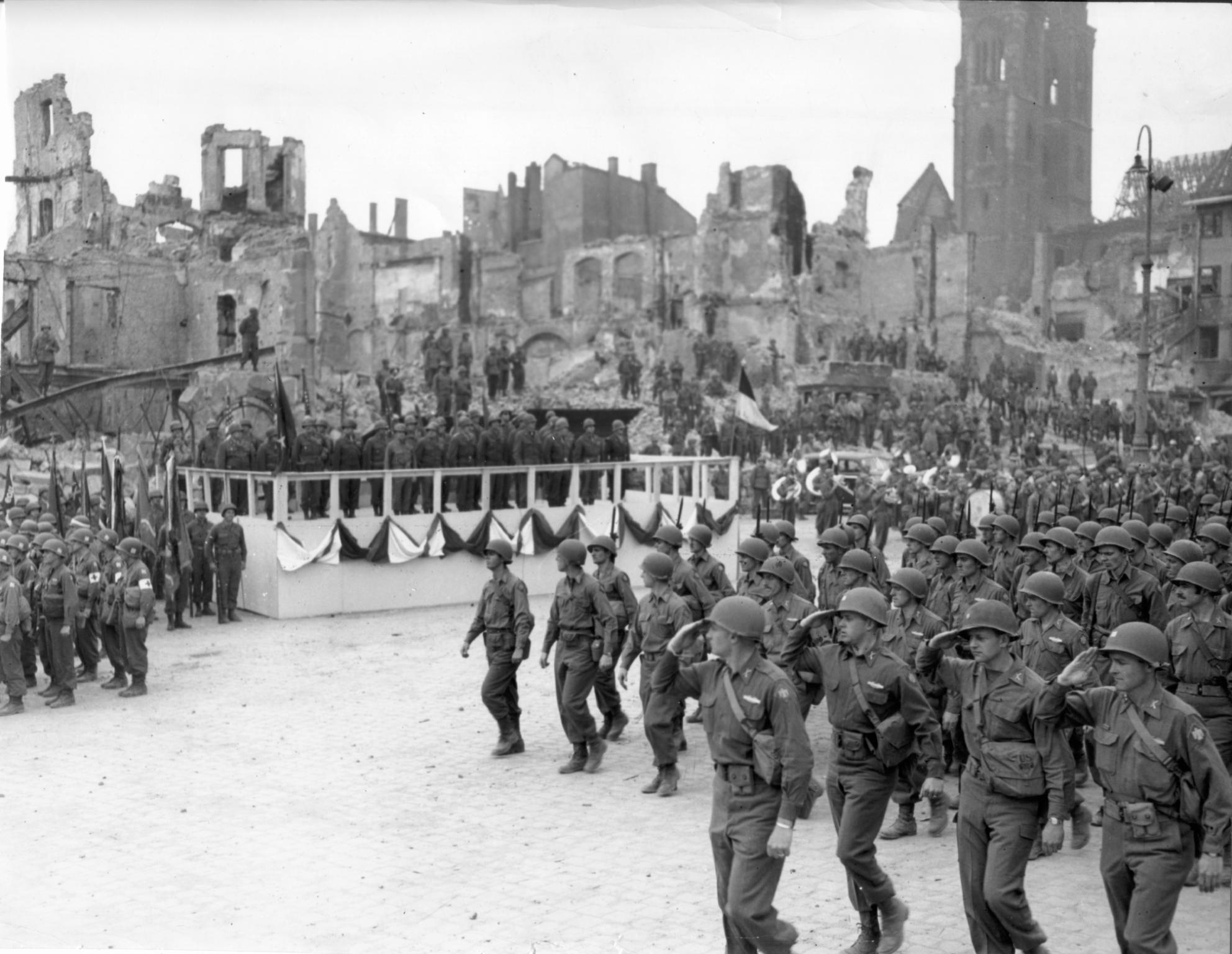
Soldati della 3rd Division sfilano in parata nella piazza di Hauptmarkt a Norimberga il 20 aprile 1945, poco dopo la fine degli ultimi combattimenti in città

Rotto l'anello difensivo esterno i combattimenti si spostarono all'interno del centro cittadino, incentrandosi sulla Città Vecchia e il suo anello di antiche mura medievali. Il 18 aprile aspri combattimenti ebbero luogo attorno alla Città Vecchia, alla Porta Neutor a nord-ovest nelle mura medievali, al Castello Imperiale di Norimberga e nei quartieri residenziali lungo Sulzbacher Strasse e Bayreuther Strasse. I reparti statunitensi dovettero impegnarsi in un sanguinoso combattimento urbano, snidando gli ostinati difensori tedeschi da edifici, scantinati e mucchi di macerie; gruppi di soldati tedeschi, non più grandi di un plotone o una squadra, lanciarono frequenti quanto futili contrattacchi, stroncati rapidamente dalla superiorità di fuoco degli statunitensi. Per piegare la resistenza nemica, i reparti della Seventh Army fecero ampiamente ricorso al fuoco d'appoggio dei cacciabombardieri e dell'artiglieria pesante, causando pesanti distruzioni al già martoriato centro abitato di Norimberga.
Per il 19 aprile l'assedio andava ormai stringendosi sulla Città Vecchia: il centro cittadino venne sottoposto a pesanti bombardamenti di artiglieria, e la Chiesa di San Sebaldo, una delle più importanti della città, fu avvolta dalle fiamme. Nel pomeriggio le forze della 3rd Division raggiunsero le mura medievali lungo la Burgschmiet Strasse, ed entro sera avevano aperto una breccia ed erano entrate nella Città Vecchia, cuore della resistenza tedesca. Nonostante il destino della città fosse ormai segnato, i combattimenti proseguirono ancora la mattina del 20 aprile, obbligando gli statunitensi a impiegare nuovamente l'artiglieria per snidare le ultime sacche di resistenza tedesca; a riprova dei duri scontri incontrati in città, tre membri della 3rd Division ricevettero la Medal of Honor, massima onorificenza statunitense, per le loro azioni di combattimento a Norimberga: il tenente Frank Burke, il capitano Michael J. Daly e il soldato Joseph F. Merrell (quest'ultimo decorato alla memoria). Solo intorno alle 10:30 il colonnello Wolf, realizzata la futilità di tale resistenza, emanò l'ordine ai reparti di deporre le armi; alle 11:00 il grosso delle truppe tedesche era ormai capitolato in mano agli statunitensi. Vari alti esponenti nazisti di Norimberga avevano trovato rifugio nel Palmenhofbunker, situato nei sotterranei della centrale di polizia nella parte sud-ovest della città vecchia, e qui organizzarono un'ultima resistenza: il borgomastro di Norimberga, Willy Liebel, si suicidò qui, ma il Gauleiter Holtz rifiutò quattro proposte di resa avanzate dagli statunitensi e ordinò un ultimo fanatico contrattacco. Il corpo senza vita di Holtz, ucciso dal fuoco statunitense, fu poi ritrovato nei sotterranei della centrale di polizia quel pomeriggio, segnando simbolicamente la fine della battaglia.

## Conseguenze
La caduta di Norimberga aprì uno squarcio enorme nel fianco destro della 1. Armee tedesca, allargando il varco tra questa e le restanti forze della Wehrmacht nella Germania orientale e portando a un crollo verticale della resistenza tedesca nel nord della Baviera, di cui approfittarono rapidamente tanto il XV Corps di Haislip che il XXI Corps di Milburn: nel giro di due giorni le avanguardie corazzate del secondo coprirono gli 80 chilometri che separavano Norimberga dal corso del Danubio, stabilendo il 22 aprile una prima testa di ponte sulla sponda sud del fiume dopo aver catturato intatto un ponte a Dillingen; la 42nd e la 45th Division di Haislip raggiunsero invece il Danubio a Donauwörth il 25 aprile dopo una marcia fondamentalmente incontrastata nelle campagne a sud-ovest di Norimberga. A sud del Danubio non c'era praticamente alcuna forza tedesca organizzata, e gli statunitensi passarono il fiume ovunque lo volessero: dopo aver liberato il campo di concentramento di Dachau il 29 aprile, i reparti del XV Corps di Haislip raggiunsero Monaco di Baviera la mattina del 30 aprile, e la città cadde in mano loro già quella stessa sera dopo appena una giornata di scontri con alcuni fanatici contingenti di Waffen-SS. Il resto della Baviera capitolò senza altri scontri significativi, e le forze della Seventh Army proseguirono quindi la marcia in direzione dell'Austria.